# Casa FM
Casa FM est une radio marocaine dont le siège est situé à Casablanca.

## Histoire
La radio a été créée au milieu des années 1980. Elle était exploitée par l'OFEP (Office des foires et expositions de Casablanca) depuis 1987. La régie publicitaire était gérée par l'agence New Publicity.
En juillet 2006, Casa FM change sa programmation, son concept, son équipe de journalistes animateurs, et lance une nouvelle formule sous la direction de Kamal Lahlou, propriétaire de l'agence New Publicity. La radio assure un direct de 6 h à minuit.
En juin 2011, à travers son antenne MFM Sais, Casa FM lance une séance de 17 heures de consultations psychologiques sur les ondes, une première nationale.